# Байрам Ходжа-бек
Байрам Ходжа-бек (азерб. Bayram Xoca bəy) (? — 1380) — первый бей Кара-Коюнлу (1351—1380), основатель государства Кара-Коюнлу. Племенная конфедерация Кара-Коюнлу правила на территории, включающей современный Азербайджан, Грузию, Армению (1406), Северо-Западный Иран, Восточную Турцию и Северо-Восточный Ирак примерно с 1374 по 1468 год.

## Семья
Байрам Ходжа был сыном Кара Мансура. У него был брат по имени Кара Дурсун, чей сын Кара Мухаммад, племянник Байрама, унаследовал бейство Кара-Коюнлу. У него было ещё два брата, Мурад, правивший Багдадом около 1364 года, и Берди Ходжа. Он принадлежал к клану Бахарлу из огузского рода Ивэ.

## Биография
Байрам впервые записан на службе у Хусейн-бека, туркменского военачальника, который убил Пир Мухаммада из Синджара и захватил его владения. Хусейн-бек и его отряд были атакованы айюбидским правителем Хасанкейфа Аль-Адилем в 1350 году, однако они победили его . Байрам, в свою очередь, воспользовался положением Хусейн-бека и объявил о своей независимости в 1351 году.
В 1366 году Байрам осадил Мардин, которым в то время правил Артукид Мансур Ахмед (1363—1367). Мансур призвал на помощь Шейха Увейса Джалаира. Увейс победил и подчинил себе Байрама Ходжу в битве под Мушом. Затем он осадил Мосул в 1371 году, но отступил, услышав новости о приближении сил мамлюков.
Байрам Ходжа-бек действовал более самостоятельно после его ухода. Впоследствии он вторгся в Мосул, Синджар, Сурмалу, Хой и Нахичевань в 1374 году. Новый джалаиридский султан Хусейн выступил против Кара Мухаммада и атаковал Эрджиш, его новую ставку. Несмотря на помощь Байрама, Кара-Коюнлу понесли тяжелые потери и были покорены в 1374 году, став вассалами Джалаиридского султаната, центром которого были Багдад и Тебриз.

## Преемственность
Байрам Ходжа-бек умер в 1380 году, ему наследовал его брат Берди Ходжа, о правлении которого ничего не известно. Следующим правителем Кара-Коюнлу стал Кара Мухаммад-бей (1380—1420).